# Clare Atwood
Clare 'Tony' Atwood (Richmond, 11 de mayo de 1866 – Tenterden, 2 de agosto de 1962) fue una pintora británica de retratos, bodegones, paisajes, interiores y temas florales decorativos. Atwood vivió en un ménage à trois con la dramaturga Christabel Marshall y la actriz, directora de teatro, productora y diseñadora de vestuario Edith Craig desde 1916 hasta la muerte de Craig en 1947.

## Trayectoria
Atwood fue la hija única del arquitecto Frederick Atwood y su esposa Clara Becker. Llamada Clara al nacer, más tarde utilizó la variante británica Clare y también se la conoció como Tony. Estudió en la Westminster School of Art y en la Slade School of Fine Art. 
Atwood expuso por primera vez en el New English Art Club en 1893, convirtiéndose en miembro en 1912, y ese mismo año realizó una exposición de su obra en la Galería Carfax. En 1917, durante la Primera Guerra Mundial, se le encargó pintar escenas de guerra para el gobierno canadiense a través del Fondo Canadiense de Monumentos Conmemorativos a la Guerra. El Fondo hizo arreglos para que Atwood visitara el campamento militar de Folkestone en Kent para reunir ideas para el trabajo. Sin embargo, Atwood decidió pintar una escena en una de las principales estaciones de tren de Londres, donde las tropas esperaban que los trenes las llevaran a los campamentos o al frente.
Durante la guerra, Attwood también recibió el encargo del Subcomité de Trabajo de la Mujer del Museo Imperial de la Guerra de producir varias piezas que representaran las actividades del Servicio Voluntario de la Mujer. La más conocida de ellas, Christmas Day at the London Bridge YMCA Canteen, registra la visita de la actriz Ellen Terry y la princesa Elena Victoria a un comedor de la Asociación Cristiana de Jóvenes (YMCA por sus siglas en inglés). En 1920, el Museo Imperial de la Guerra le encargó otras cuatro pinturas de guerra.
En 1916, se unió a la escritora Christabel Marshall y a la actriz y directora de escena Edith Craig en un ménage à trois en Tenterden en Kent hasta la muerte de Craig en 1947, según Michael Holroyd en su libro A Strange Eventful History. Atwood, Craig y Marshall eran amigas de muchos artistas y escritores, entre ellos la novelista lesbiana Radclyffe Hall. Atwood diseñó accesorios para varias de las producciones de Craig con los Pioneer Players, incluyendo el crucifijo de 16 pies de alto para su producción de The Hostage de Paul Claudel. Atwood fue miembro de los Pioneer Players, y actuaba ocasionalmente en el Teatro Barn de Smallhythe Place en Kent, que fue fundado por Craig para realizar actuaciones en memoria de su difunta madre, la actriz Ellen Terry. Atwood actuó en la matinée en el Palace Theatre de Londres el 23 de abril de 1929, organizada para recaudar fondos para el Ellen Terry Memorial. En julio de 1932, Atwood decoró el zapato para la producción de Craig de The Shoe en Tenterden. Después de la muerte de Craig, Atwood escribió un ensayo sobre ella.
Atwood sufrió una fractura de fémur, miocarditis senil e insuficiencia cardíaca, y murió en el asilo de Kench Hill, en Tenterden, Kent, el 2 de agosto de 1962. Marshall y Atwood están enterradas una junto a la otra en la iglesia de San Juan Bautista, en Small Hythe. Las cenizas de Craig también debían ser enterradas allí, pero en el momento de la muerte de Marshall y Atwood, se perdieron y se colocó en su lugar un memorial en el cementerio.

## Obra
Las pinturas de Atwood se encuentran en las colecciones de la Tate, del Museo de Victoria y Alberto y en el Museo Imperial de la Guerra de Londres, así como en la Victoria Art Gallery, en Bath, Glasgow, Manchester y Liverpool. Expuso en la Royal Academy of Arts, y en 1940 uno de sus cuadros fue adquirido por la Galería Nacional de Arte de Nueva Zelanda.
Hay material relacionado con Atwood en la Colección Ellen Terry del Departamento de Teatro y Archivo de Espectáculos de V&A.